# Christian Patiño
Christian Patiño Gómez (* 16. August 1975 in Los Mochis, Sinaloa) ist ein ehemaliger mexikanischer Fußballspieler auf der Position eines Stürmers.

## Laufbahn
Patiño begann seine Profikarriere 1995 beim Club América, bei dem er bis zum Ende der Saison 2003/04 unter Vertrag stand, aber zwischendurch auf Leihbasis auch für die beiden in León beheimateten Stadtrivalen Unión de Curtidores (1998/99) und Club León (1999/00) sowie die Reboceros de La Piedad (2000/01) im Einsatz war. Im Torneo Verano 2002 gewann er mit den Americanistas die mexikanische Fußballmeisterschaft.
In der Rückrunde der Saison 2003/04 spielte Patiño dann noch einmal auf Leihbasis für Real San Luis, bevor er im Sommer 2004 zu den Dorados de Sinaloa wechselte und anschließend seine aktive Laufbahn in Diensten des Querétaro FC ausklingen ließ.
Im März 2003 kam er in den Testspielen gegen Bolivien (1:0) und Paraguay (1:1) für die mexikanische Fußballnationalmannschaft zum Einsatz. Obwohl ihm im Spiel gegen Paraguay sogar ein Treffer gelang, bestritt er anschließend nie wieder ein Länderspiel.

## Erfolge
- Mexikanischer Meister: Verano 2002